# Panique au Zaïre
Panique au Zaïre est le 52e roman de la série SAS, écrit par Gérard de Villiers et publié en 1978 dans la collection Plon (Presses de la Cité). Comme tous les SAS parus au cours des années 1970, le roman a été édité lors de sa publication en France à 100 000 exemplaires.
L'action se déroule courant 1978 au Zaïre.

## Personnages principaux
- Malko Linge : héros du roman, Autrichien, agent contractuel de la CIA.

## Résumé
Certains milieux belges de l'ancien Congo belge ont mal digéré leur éviction dudit Congo, renommé Zaïre par Mobutu. Il leur serait agréable de voir le « guide » destitué et remplacé par un homme plus à leur botte. Il semblerait qu'ils seraient sur le point de destituer définitivement Mobutu.
Malko est chargé par la CIA, avec la couverture d'un aventurier affairiste en diamants, de découvrir ce qui se fomente et de déjouer les  plans en cours.